# 福原正弘
福原 正弘（ふくはら まさひろ、1941年11月29日 - 2004年8月11日）は、日本の人文地理学研究者、大妻女子大学教授。

## 経歴
兵庫県尼崎市生まれ。1967年、東京大学教養学部を卒業し、三井銀行に入行した。
1974年、東京大学から理学博士を取得した。
三井銀行では、店舗企画部副部長や、業務部調査役などを歴任したが、その後、退職して恵泉女学園大学人文学部教授に転じた。
1992年に大妻女子大社会情報学部教授となった。
この間、さくら総合研究所では主席研究員、顧問を歴任した。

## 主な著書
- 経済成長と銀行店舗、古今書院、1981年
- 銀行店舗：金融自由化への対応、金融財政事情研究会、1984年
- 都銀の店舗戦略、金融財政事情研究会、1987年
- 身近な地理学、古今書院、1996年
- ニュータウンは今：40年目の夢と現実、東京新聞出版局、1998年
- 甦れニュータウン：交流による再生を求めて、古今書院、2001年